# Bispiritualité

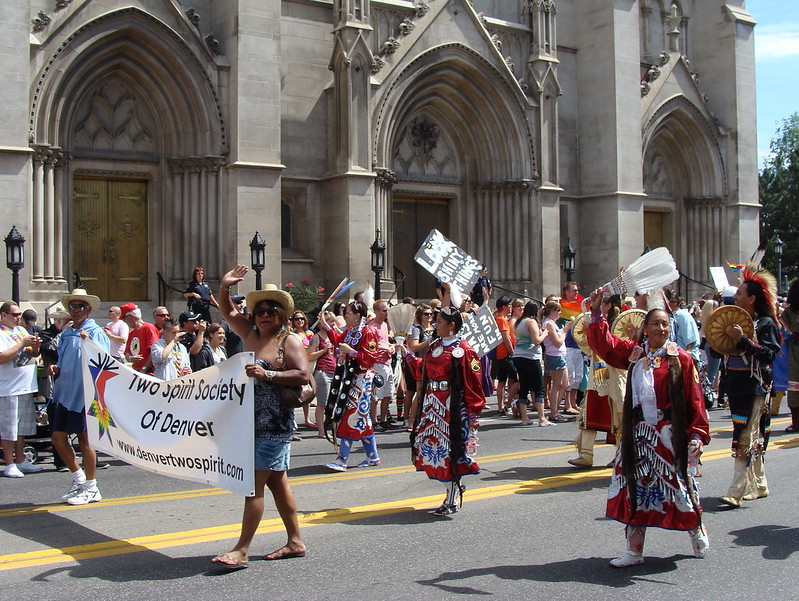
Délégation de la Two Spirit Society of Denver à la marche des fiertés denveroise en 2011.

Bispiritualité, être aux deux esprits et two spirit (abrégé en 2S) sont des termes génériques modernes, pan-autochtones, utilisés par certains autochtones nord-américains pour décrire les personnes de leurs communautés qui remplissent un rôle cérémoniel et social traditionnel de troisième genre (ou d'une autre variante de genre) dans leurs cultures,,. 
Ainsi, certaines nations autochtones d'Amérique du Nord considèrent qu'il existe au moins quatre genres : 
- hommes masculins ;
- femmes féminines ;
- hommes avec tendance féminine ;
- femmes avec tendance masculine.

Cette catégorisation ne peut se comprendre que dans le contexte culturel des sociétés autochtones traditionnelles d'Amérique du Nord. Elle n'a pas nécessairement de rapport avec la sexualité et ne correspond pas aux catégories occidentales LGBT.
Les incarnations du troisième et du quatrième genre par les bispirituels incluent l'exécution de travaux et le port de vêtements associés à la fois aux femmes et aux hommes. La présence de bispirituels « était une institution parmi la plupart des peuples autochtones. » Selon Will Roscoe (en), l'existence des bispirituels a été documentée dans plus de 130 peuples d'Amérique du Nord, dans toutes les régions du sous-continent.

## Terminologie

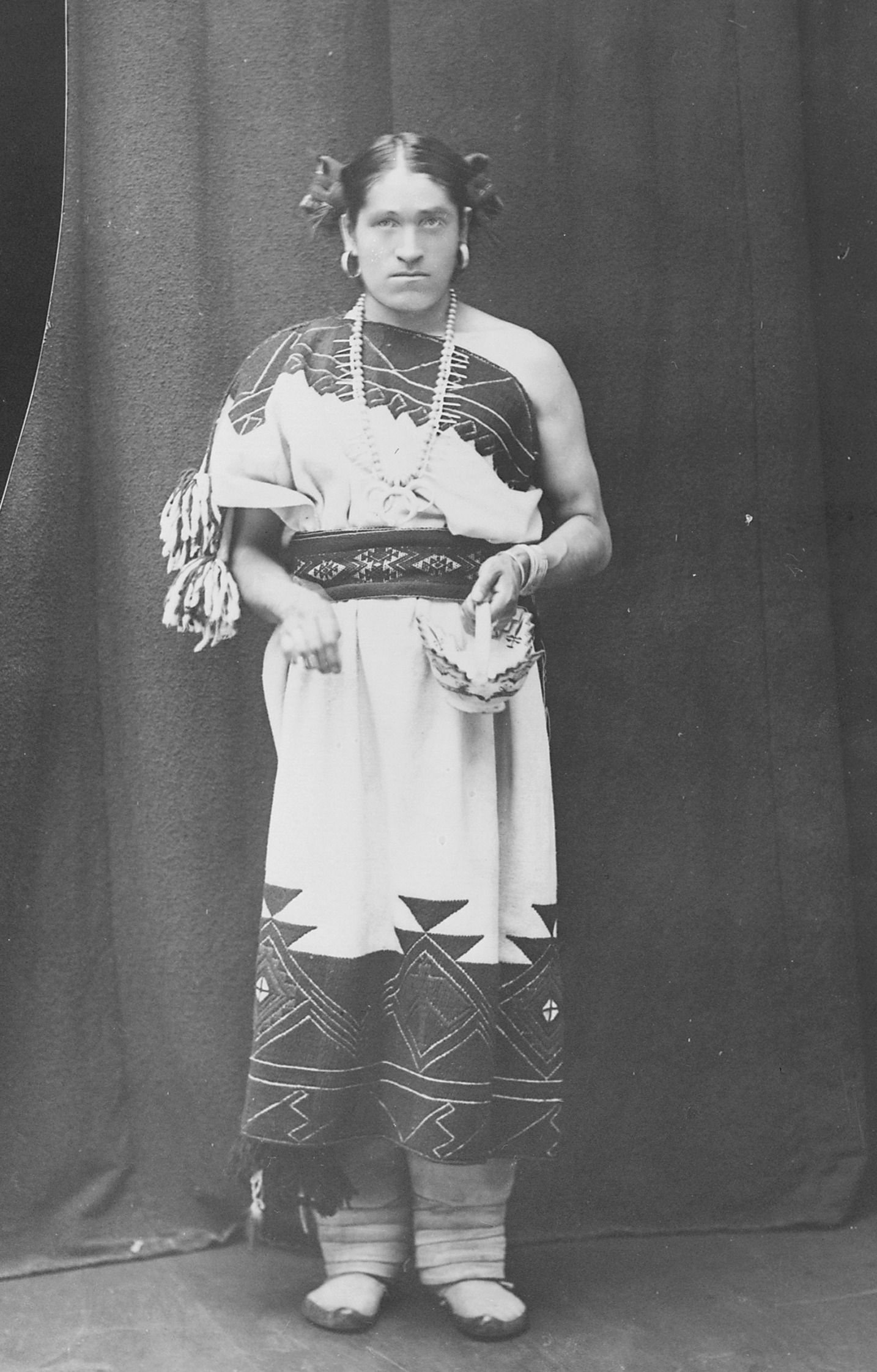
We'wha (1849–1896) était une personne bispirituelle et leader de la nation a:shiwi. En plus de pratiquer l'art textile, le tissage et la poterie, We'wha était responsable de fonctions judiciaires, communautaires et diplomatiques.

Des autochtones d'origines Ojibwe ont proposé le terme deux esprits ou two spirits dans les années 1990 et ainsi rejeté le nom « bardache » dont l'étymologie remonte au mot persan bardaj, se référant à un homosexuel passif, ayant pris le sens moderne de catamite. C'est aussi une façon de se distancer des cultures LGTBQ occidentales.
Les nombreux peuples autochtones nord-américains possèdent leurs propres termes, par exemple wíŋkte en lakota, nádleehé en navajo et hwame en Mojave.
Avec plus de 500 cultures autochtones survivantes, les attitudes à l'égard du sexe et du genre peuvent être diverses. Même avec l'adoption moderne de termes pan-indiens comme bispirituel et la création d'une communauté pan-indienne moderne autour de cette dénomination, toutes les cultures ne percevront pas les deux-esprits de la même manière, ou n'accueilleront pas ce terme générique pour remplacer les termes déjà utilisés par leurs cultures.
Ainsi parmi les variantes au terme deux esprits, on connaît les termes suivants (cette liste n'est pas exhaustive) :
- Pieds-noirs : 
  - a'yai-kik-ahsi, « agit comme une femme ». Il existe des récits historiques d'individus qui ont eu des relations homosexuelles, ou qui sont nés en tant qu'hommes mais ont vécu leur vie en tant que femmes, peut-être pour des raisons religieuses ou sociales. Ces individus étaient perçus d'une grande variété de façons, depuis les chefs spirituels vénérés, des guerriers et artisans courageux, mais aussi parfois ridiculisés[12].
  - ááwowáakii, « un homme homosexuel »[13].
  - ninauh-oskitsi-pahpyaki, « femme au cœur viril ». Ce terme a une grande variété de significations allant des femmes qui ont joué le rôle d'hommes, habillées en hommes, ont pris des partenaires féminines ou qui ont participé à des activités telles que la guerre[12].
- Cris : 
  - napêw iskwêwisêhot, « un homme qui s'habille en femme »[14].
  - iskwêw ka napêwayat, « une femme qui s'habille en homme »[14].
  - ayahkwêw, « un homme habillé/ vivant/ accepté comme une femme » (peut-être pas un terme respectueux) ; d'autres ont suggéré qu'il s'agissait d'une troisième désignation de genre, appliquée à la fois aux femmes et aux hommes[14].
  - iskwêhkân, « qui agit/ vit en tant que femme »[14].
  - napêhkân, « qui agit/ vit comme un homme »[14].
- Crow : 
  - batée, mot qui décrit à la fois les femmes trans et les hommes homosexuels[15].
- Lakota : 
  - wíŋkte est la contraction d'un mot en ancien Lakota, Winyanktehca, qui signifie « veut être comme une femme ». Les Winkte sont une catégorie sociale dans la culture Lakota historique, des personnes au corps masculin qui, dans certains cas, ont adopté les vêtements, le travail et les manières que la culture Lakota considère généralement comme féminins. Dans la culture Lakota contemporaine, le terme est le plus souvent associé au simple fait d'être gay. Historiquement et dans la culture moderne, les winkte sont généralement homosexuels, bien qu'ils puissent ou non se considérer comme faisant partie des communautés LGBT les plus courantes. Certains winkte participent à la communauté pan-indienne bispirituelle. Alors que les récits historiques de leur statut varient considérablement, la plupart des récits, notamment ceux d'autres Lakotas, considèrent les winkte comme des membres réguliers de la communauté, ni marginalisés pour leur statut, ni considérés comme exceptionnels. D'autres écrits, généralement des récits historiques par des anthropologues, tiennent le winkte comme sacré, occupant un rôle liminal de troisième sexe dans la culture et né pour remplir des rôles cérémoniels qui ne peuvent être remplis ni par les hommes ni par les femmes. Dans les communautés Lakota contemporaines, les attitudes envers le winkte varient entre l'inclusion et l'homophobie[16],[17].
- Navajo : 
  - nádleeh (également donné comme nádleehi), « celui qui est transformé » ou « celui qui change ». Dans la culture Navajo traditionnelle, les nádleeh sont des individus à corps masculin décrits par les membres de leurs communautés comme « un homme efféminé » ou comme « moitié femme, moitié homme ». Un documentaire de 2009 sur le meurtre tragique de nádleeh Fred Martinez, intitulé Two Spirits, a contribué à faire connaître ces termes et ces cultures. Un spectre de genre Navajo qui a été décrit est celui de quatre genres : femme féminine, femme masculine, homme féminin, homme masculin[18],[19],[20].
- Ojibwe : 
  - ikwekaazo, « les hommes qui ont choisi de fonctionner comme des femmes »/« celui qui s'efforce d'être comme une femme »[21].
  - ininiikaazo, « les femmes qui ont fonctionné comme des hommes »/ « celle qui s'efforce d'être comme un homme »[21].

Note : Dans les cultures Ojibwe, le sexe déterminait généralement le genre et donc le travail, mais les Ojibwés acceptaient la variation. Les hommes qui choisissaient de fonctionner comme des femmes étaient appelés ikwekaazo, ce qui signifie « celui qui s'efforce d'être comme une femme ». Les femmes qui fonctionnaient comme des hommes étaient appelées ininiikaazo, ce qui signifie « celle qui s'efforce d'être comme un homme ». Les Français appelaient ces personnes des berdaches. Ikwekaazo et ininiikaazo pouvaient prendre des conjoints de leur propre sexe. Cependant, leurs compagnons n'étaient pas considérés comme des ikwekaazo ou ininiikaazo, car leur fonction dans la société était toujours conforme à leur sexe. S'il est veuf, le conjoint d'un ikwekaazo ou d'un ininiikaazo peut se remarier avec une personne du sexe opposé ou un autre ikwekaazo ou ininiikaazo. L’ikwekaazowag travaillait et s'habillait comme des femmes. Les ininiikaazowag travaillaient et s'habillaient comme des hommes. Tous deux étaient considérés comme forts spirituellement, et ils étaient toujours honorés, en particulier lors des cérémonies.
- Zuñis : 
  - lhamana, des hommes qui peuvent parfois aussi assumer les rôles sociaux et cérémoniels des femmes dans leur culture. Les récits des années 1800 notent que les lhamana, bien que vêtus de « vêtements féminins », étaient souvent embauchés pour des travaux qui exigeaient « force et endurance »[22], tout en excellant dans les arts et métiers traditionnels tels que la poterie et le tissage[23]. Le remarquable lhamana We'wha (1849–1896) qui a vécu dans des rôles sociaux et cérémoniels traditionnels féminins et masculins à divers moments de sa vie était un leader communautaire respecté et un ambassadeur culturel[24],[25].

## Définition et rôle social
De nombreuses sociétés autochtones acceptent le principe d'un troisième genre social. Les personnes bispirituelles peuvent participer à des activités masculines ou féminines indépendamment de leur genre[réf. nécessaire].
Parfois il leur est attribué des rôles particuliers dans la tribu, entre autres[réf. nécessaire] :
- transmettre l'histoire orale ;
- voir l'avenir ;
- donner les prénoms ;
- créer la poterie ;
- organiser les mariages ;
- créer les coiffes de plumes ;
- conseiller matrimonial (car il connaît le cœur des deux genres et sait les réconcilier).

## Quelques Deux-Esprits

### Historiques
- Co'pak
- Hastiin Klah (également orthographié Hosteen Klah (en))
- Kaska Girl
- Kaúxuma Núpika
- Kinipai
- Lele’ks
- Osh-Tisch (en)
- Pine Leaf (en)
- Sahaykwisa
- We'wha
- Yellow Head

### Modernes
- Russel-Aurore Bouchard [réf. nécessaire]
- Beth Brant (en)
- Terry Calling Eagle
- Chrystos (en)
- Qwo-Li Driskill
- Connie Fife
- Raven E. Heavy Runner
- Shawnee Kish
- Carole LaFavor
- Richard LaFortune (en)
- Rod Michano (en)
- Nádleehi (en)
- Bernard Second
- Terry Tafoya
- Wesley Thomas
- Karen Vigneault
- Ilona Verley

## Dans la culture
Cinéma
- Wildhood (2021), film canadien de Bretten Hannam

#### En anglais
- (en) Michelle Cameron, « Two-spirited Aboriginal people : continuing cultural appropriation by non-Aboriginal society », Canadian Woman Studies, vol. 24, nos 2-3,‎ 2005, p. 123-127 (lire en ligne).
- (en) Brian Joseph Gilley, Becoming two-spirit : gay identity and social acceptance in Indian country, Lincoln, University of Nebraska Press, 2006, 213 p. (ISBN 978-0-8032-7126-5, OCLC 64486687, lire en ligne).
- (en) Sue-Ellen Jacobs, Wesley Thomas et Sabine Lang, Two-spirit people : Native American gender identity, sexuality, and spirituality, Urbana, University of Illinois Press, 1997, 331 p. (ISBN 978-0-252-02344-6, OCLC 36001402, lire en ligne).
- (en) Will Roscoe, The Zuni man-woman, Albuquerque, University of New Mexico Press, 1991, 302 p. (ISBN 978-0-8263-1253-2, OCLC 22662786, lire en ligne).
- (en) Walter L. Williams, The spirit and the flesh : sexual diversity in American Indian culture, Boston, Beacon Press, 1986, 344 p. (ISBN 978-0-8070-4602-9, OCLC 13643469).

#### En français
- Pierrette Désy, « L'homme-femme. (Les berdaches en Amérique du Nord) », Libre — politique, anthropologie, philosophie, vol. 78, no 3,‎ 1978, p. 57-102 (DOI doi:10.1522/30010556, lire en ligne).
- Franc Johnson Newcomb, Hosteen Klah : homme-médecine et peintre sur sable Navaho, Aix-en-Provence, Le Mail, 1993, 257 p. (ISBN 978-2-903951-32-0, OCLC 410736992).